# Lotus Six

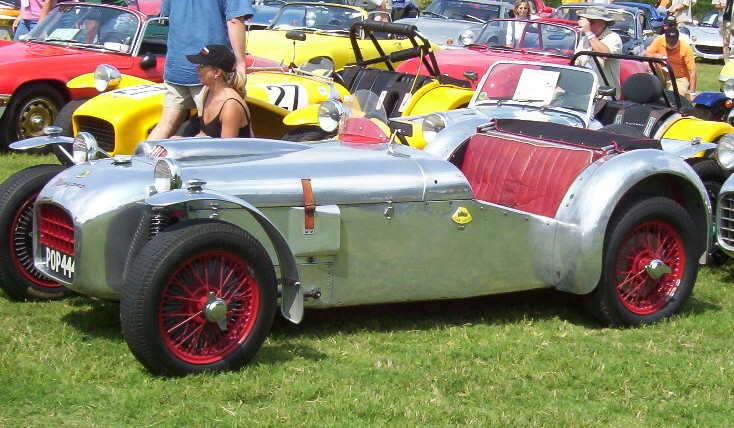
Lotus 6

Lotus Six är en sportbil tillverkad i c:a 110 exemplar av Lotus åren 1953-1956.
Efter att ha byggt ett flertal testbilar introducerade Colin Chapman sin första serietillverkade bil 1952. Bilen byggdes kring ett för tiden mycket innovativt rörchassi, som vägde endast 29 kg. Chassit försågs med komponenter från Ford, och såldes till allmänheten som byggsatsbil. Kunden hade en mängd tillvalsmöjligheter vid köpet, som till exempel en kraftigare bakaxel för att matcha starkare motorer, o.s.v.
Standardmotorn kom från Ford Consul. Motorer från MG och Coventry Climax erbjöds också. Karossen i aluminium byggdes av firman Williams & Pritchard Ltd. Dessa var mycket spartanska, till exempel levererades de olackerade. 
I likhet med många av Chapmans senare konstruktioner, var Six en väldigt enkel, men funktionell bil. Den är känd för sina goda väghållningsegenskaper, och tack vare detta slog den många betydligt dyrare och mer softistikerade sportvagnar på tävlingsbanorna.
I och med Six etablerades Lotus som biltillverkare. Efterträdaren Seven skulle komma att bli legendarisk.
- Wikimedia Commons har media som rör Lotus Six.